# José Juan Franco Rodríguez
José Juan Franco Rodríguez (La Línea de la Concepción, Cádiz, 11 de junio de 1975), conocido popularmente como Juan Franco, es un funcionario y político español, alcalde de La Línea de la Concepción desde el 13 de junio de 2015. Por último, desde el mismo año es fundador y presidente de La Línea 100x100 (LL100x100).

## Biografía
Es licenciado en Derecho por la Universidad de Cádiz y padre de dos hijos.  Desde 1999 es funcionario en el ayuntamiento en el área de Hacienda.

### Elecciones municipales
En las municipales de 2015 fue elegido alcalde de La Línea de la Concepción con la coalición entre La Línea 100x100 y el PP.
En 2019 concurrió a las elecciones locales con su partido, revalidando el cargo con  mayoría absoluta.
En las municipales de 2023 fue reelegido como alcalde de su ciudad natal.

### La Línea 100x100
En 2015, José Juan Franco Rodríguez creó su propio partido político municipalista, La Línea 100x100, con el postulado de convertir La Línea de la Concepción en una ciudad autónoma al estilo de Ceuta o Melilla. La Línea 100x100 comenzó a gobernar en la ciudad el 13 de junio de 2015, tras una coalición con el PP.